# Urmel aus dem Eis
Urmel aus dem Eis ist ein Kinderbuch von Max Kruse. Es ist der erste Band seiner zwölf Bände umfassenden Reihe der Urmel-Bücher.

## Handlung
Zu der Zeit der Dinosaurier legt Mutter Urmel ein Ei. Kurze Zeit später bricht jedoch eine Eiszeit an, und das Ei wird von Schnee bedeckt. Es friert schließlich im Eis ein.
Lange Zeit später hat der Naturkundeprofessor Habakuk Tibatong eine Methode entwickelt, Tieren das Sprechen beizubringen. Wegen des Neids und der Angriffe seiner Professorenkollegen muss er seine Heimat verlassen, um sich mit Tim Tintenklecks, einem kleinen Waisenjungen, und dem sprechenden Hausschwein Wutz auf der kleinen Insel Titiwu niederzulassen.
Es leben auch noch andere Tiere auf der Insel, denen Tibatong zu Beginn der Handlung bereits das Sprechen beigebracht hat. Jedes der Tiere ist dabei durch einen typischen Sprechfehler charakterisiert: Der Pinguin Ping artikuliert den Zischlaut „sch“ als „pf“, der Waran Wawa lispelt, der See-Elefant Seele-Fant singt ständig Lieder, deren trübselige Wirkung durch konsequente Diphthongierung respektive Umlautung der Vokale erheblich gesteigert wird, und der Schuhschnabel Schusch lautet den Vokal „i“ zu „ä“ [⁠ɛ⁠] um.
Wutz, die fast fehlerfrei sprechen kann, übernimmt die Aufgabe der Haushälterin, während die anderen Tiere der Insel regelmäßig zum freiwilligen Sprachunterricht in Professor Tibatongs Schule antreten. Eines Tages wird ein Eisberg mit einem großen Ei angeschwemmt, aus dem nach kurzer Brutdauer ein Urmel schlüpft, das sodann von Wutz aufgezogen wird und ebenfalls das Sprechen lernt. Nach Tibatongs Theorie sind die Urmel das evolutionäre Bindeglied zwischen den Dinosauriern und den Säugetieren.
Im Laufe seiner Kindheit muss das Urmel verschiedene Abenteuer bestehen, insbesondere ist der entmachtete und daher gelangweilte König Pumponell von Pumpolonien als Großwildjäger hinter ihm her. Der abgesetzte Monarch wird auch „König Futsch“ genannt, da seine Heimat sich zur Republik erklärt hatte, woraufhin er abdanken musste, sein Königtum also „futsch“ ist. König Futsch ist mit seinem Diener Samuel, genannt Sami, in einem Hubschrauber auf die Insel gekommen, um das Urmel nach Pumpolonien zu Museumsdirektor Zwengelmann zu verschleppen.
Auf seiner Flucht vor Futsch versteckt Wawa das Urmel in einer Höhle, wo eine große Krabbe auf einer Insel inmitten eines unterirdischen Sees lebt und aus einer Quelle Lachgas austritt. König Futsch folgt gemeinsam mit Sami dem vermeintlichen Verräter Wawa in die Höhle, wo er sie eigentlich in die Irre führen möchte, aber unter dem Einfluss des Lachgases hält der König die Krabbe für das Urmel und versucht, sie mit seinem Jagdgewehr zu erlegen. Durch den Schießlärm stürzt der Eingang der Höhle ein, sodass sowohl Wawa als auch die Jäger des Urmels eingeschlossen sind und nun in höchster Gefahr schweben.
Die anderen Inselbewohner werden durch ein Erdbeben von dem Unglück alarmiert, woraufhin eine Rettungsaktion beginnen kann. Alle Verschütteten werden schließlich in Wutz’ zum U-Boot umfunktionierter „Schlummertonne“ durch einen unterirdischen Verbindungskanal zum Meer gerettet. Das Urmel schließt Freundschaft mit König Futsch, der verspricht, es nicht mehr zu jagen. Zum Abschied schenkt Tibatong dem König einen Eimer, der angeblich den „Unsichtbaren Fisch“ enthält. Futsch freut sich, dem eitlen Zwengelmann wenigstens etwas vorweisen zu können – auch wenn es sich dabei nur um einen Schwindel handelt. Das Urmel soll geheim gehalten werden, damit es ungestört auf Titiwu aufwachsen kann.

## Die Figuren
Neben den beiden Menschen Professor Habakuk Tibatong und Tim Tintenklecks, dem rothaarigen Adoptivsohn und einer Art Assistent des Professors, leben auf der Insel Titiwu (ein Akronym aus Tibatong, Tintenklecks und Wutz) verschiedene Tiere, die vor allem durch ihre Fähigkeit zu sprechen anthropomorphe Züge tragen:
- Wutz ist das weibliche Hausschwein des Professors und wohnt in einer Tonne neben dem Haus des Professors. Sie ist das einzige der Tiere, das keinen eigentlichen Sprechfehler hat. Nur ab und zu setzt sie ein „öff“ ein, wenn sie (oft empört) Atem holen muss.

- Das Urmel ist der letzte Vertreter einer ausgestorbenen Tierart, in der Tibatong das Bindeglied zwischen Dinosauriern und Säugetieren vermutet. Es wird durch seine Sprechweise (Kindersprache) als häufig sehr verantwortungslos und verspielt charakterisiert.

- Der Waran Wawa wohnt in der leeren Schale einer Riesenmuschel, die am Strand von Titiwu liegt und auf die sein Freund Ping sehr neidisch ist, weswegen der Pinguin mehrmals versucht, Wawas Behausung zu besetzen. Die „Mupfel“, wie der Pinguin sie nennt, ist über die Urmel-Romane hinaus zu einem geflügelten Wort geworden. Obwohl sich alle Inselbewohner sehr gut verstehen, sind Ping und Wawa besonders eng befreundet.

- Schusch, der Schuhschnabel, ist in der kleinen Gemeinde Titiwus das einzige flugfähige Tier und fungiert daher oft als Späher oder Bote. Da Ping nicht fliegen kann, sieht Schusch ihn nicht als richtigen Vogel an.

- Seele-Fant liegt meistens auf dem Felsen vor der Insel. Sein Repertoire an traurigen Liedern zeugt dabei von musikalischer Bildung – so bezieht sich sein Gesang An förnöm Ort, onnahbar eurön Flossön… parodistisch auf die Gralserzählung in Richard Wagners Oper Lohengrin.

## Bearbeitungen
- Die Geschichte wurde 1969 unter dem Titel Urmel aus dem Eis als Puppenspiel der Augsburger Puppenkiste in vier Folgen vom Hessischen Rundfunk verfilmt und wiederholt von der ARD ausgestrahlt. Die Nachfolgeserie Urmel spielt im Schloss, die auf den Handlungen des gleichnamigen Bandes sowie des Bandes Urmels toller Traum beruht, folgte 1974.

- Eine 26-teilige Zeichentrickserie um das Urmel wurde 1995 bis 1997 in der ARD ausgestrahlt und mehrfach wiederholt. Tim kommt in dieser Fassung nicht vor und Prof. Tibatong wurde durch die weibliche Wissenschaftlerin und Erfinderin Ophelia Tibatong ersetzt.

- Am 17. und 18. Dezember 2005 zeigte Sat.1 eine Theaterfassung des Stücks mit Dirk Bach in der Rolle des Urmel. Mit dabei waren Ralf Schmitz (Ping Pinguin), Mirja Boes (Waran Wawa), Barbara Schöneberger (Wutz), Heinrich Schafmeister (Prof. Tibatong), Guido Cantz (Tim Tintenklecks), Lutz Herkenrath (Schusch), Götz Otto (König Pumponell), Michael Kessler (Sami), Tetje Mierendorf (Seele-Fant), Ralf Richter (Doktor Zwengelmann) und Heinz Hoenig (Zoo-Direktor).

- Von Dirk Bach als Vorleser sind auch mehrere Bände der Urmel-Reihe als Hörbücher erschienen.

- Eine Neuverfilmung als Computeranimation wurde von Ambient Entertainment Hannover produziert. Der Film wurde im Januar 2006 fertiggestellt und kam am 3. August 2006 in die Kinos. Als Sprecher wirkten Wigald Boning (Professor Tibatong), Christoph Maria Herbst (Zoodirektor Zwengelmann), Oliver Pocher (Schusch), Wolfgang Völz (Seele-Fant) und Anke Engelke (Wutz) mit. Der Fortsetzungsfilm Urmel voll in Fahrt, der frei auf Motiven der Serie aufbaut, aber kein konkretes der Bücher zur Vorlage hat, erschien 2008.

## Trivia
- „Urmel“ war auch das Pseudonym des deutschen Hackers Markus Hess, der Ende der 1980er Jahre an dem sogenannten KGB-Hack beteiligt war.

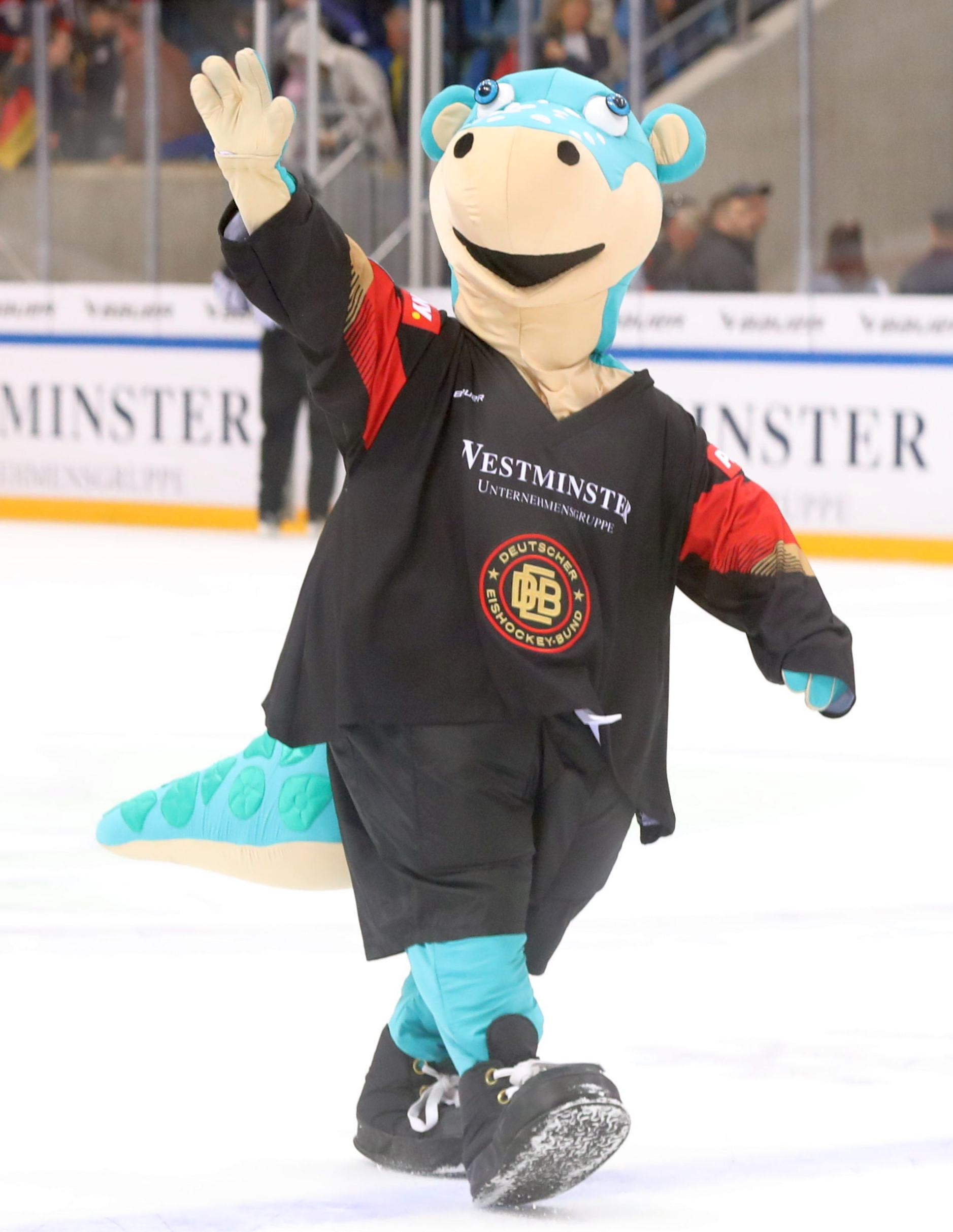
Urmel auf dem Eis als Maskottchen der Eishockeynationalmannschaft (2022)

- Von 2008 bis 2024 war „Urmel auf dem Eis“ das offizielle Maskottchen der deutschen Eishockeynationalmannschaft. Er trug die Rückennummer (20)10 (Jahr der Eishockey-WM in Deutschland) und spielte laut seiner Fanpage als Stürmer beim „EHC Titiwu“ und beim „EHC Augsburger Puppenkiste“. Aufgrund der hohen Lizenzkosten für die Figur entschied der Deutsche Eishockey-Bund sich für die Etablierung eines neuen Maskottchens.[2]
- 2013 überließ Max Kruse sein Urmel der Giordano-Bruno-Stiftung für das Projekt „Evokids – Evolution in der Grundschule“. Dazu gestaltete er auch ein Urmel-Buch zum Thema Evolution mit dem Titel „Urmel saust durch die Zeit“.[3][4]

## Bände der Reihe
1. Urmel aus dem Eis. Ensslin & Laiblin Verlag, Reutlingen 1969.
2. Urmel fliegt ins All. Ensslin & Laiblin Verlag, Reutlingen 1970.
3. Urmel taucht ins Meer. Ensslin & Laiblin Verlag, Reutlingen 1970.
4. Urmel spielt im Schloß. Ensslin & Laiblin Verlag, Reutlingen 1972.
5. Urmel zieht zum Pol. Ensslin & Laiblin Verlag, Reutlingen 1972.
6. Urmel im Vulkan. Ensslin & Laiblin Verlag, Reutlingen 1973.
7. Urmels toller Traum. Ensslin & Laiblin Verlag, Reutlingen 1974.
8. Urmels großer Flug. Ensslin & Laiblin Verlag, Reutlingen 1974.
9. Urmel wird ein Star. Ensslin & Laiblin Verlag, Reutlingen 1975.
10. Urmels Lichterbaum im Eismeer. Thienemann Verlag, Stuttgart 1999.
11. Urmel fährt Ballon. Thienemann Verlag, Stuttgart 2000.
12. Urmel saust durch die Zeit. Unter Mitarbeit von Michael Schmidt-Salomon. Thienemann Verlag, Stuttgart 2013.
13. Urmel fliegt zum Mond, Thienemann Verlag, Stuttgart 2014.

Daneben sind noch eine Reihe von Urmel-Bänden für Leseanfänger erschienen.